# Maraloiu, Brăila
Maraloiu este un sat în comuna Grădiștea din județul Brăila, Muntenia, România.
Satul se învecinează în partea de nord cu satul Ibrianu, în partea de vest cu comuna Amara și în partea de sud cu satul Plăsoiu. În partea de est a satului se află localizat râul Buzău.
Satul Maraloiu este atestat documentar la data de 24 mai 1613, având la acel moment denumirea Dudești. Până în anul 1865 ținea de comuna Amara, când s-a alipit la comuna Câineni. 
Conform Marelui Dictionar geografic al localităților din Romania, în anul 1895 satul avea o întindere de 13 hectare și o populatie de 60 familii - 266 suflete, din care 58 contribuabili. Ar purta numele unor oieri veniți aici de pe mosia prințului Șuțu, care se chemau Maraloi.

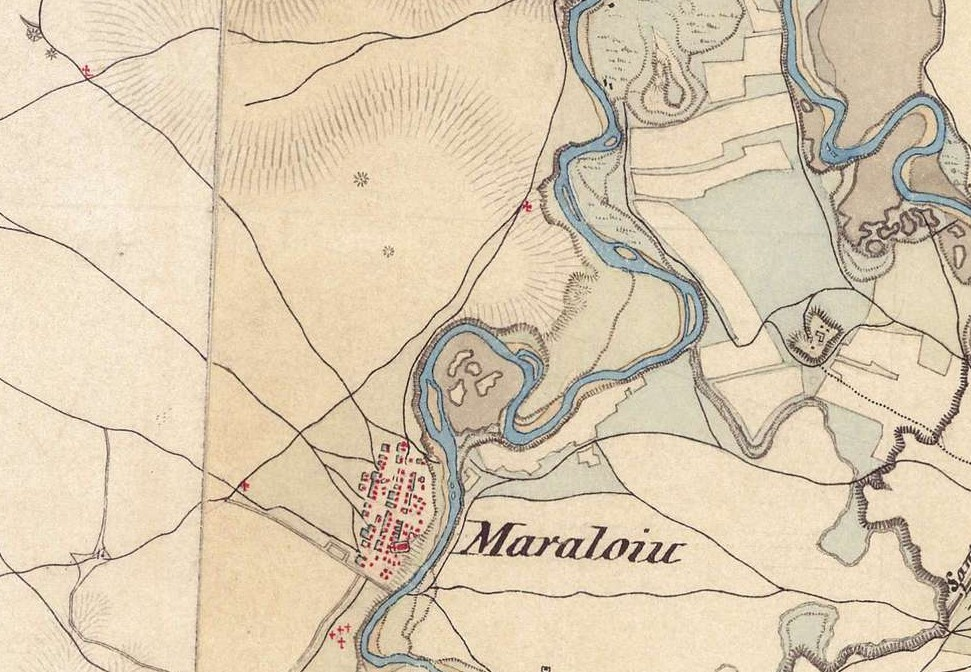
Maraloiu map made between 1855 and 1864 at a scale of 1:57,600